# 茅場町タワー
茅場町タワー（かやばちょうタワー）は、東京都中央区に所在するオフィスと共同住宅で構成される高層ビル。茅場町の名を冠しているが、所在地は新川である。秀和が建設し、山一證券の本社が置かれていたが、移転後一年余りで経営破綻した。

## 概要
それまで日本興業銀行系の不動産会社が所有する八重洲のビルに本社を構えていた山一證券は、五ヵ所に分かれていた本社機能を集約し賃貸コストを下げ、また1997年4月に創業百周年を迎えることに併せ、秀和が建設したインテリジェントビル「茅場町タワー」を丸ごと借り受ける長期契約を結び、1996年10月末から年末までの間に移転を完了させた。
タワーは永代通りと日本橋川に挟まれた土地に秀和が約150億円を投じ建設したもので、地下2階・地上21階建て。13階から上は一部がセットバックされている。バブル崩壊で建設計画は何度も変わり、借り手探しも難航し、完成直前になって山一が入居を決めた。山一は16階までをオフィスとして使い、営業、商品、開発などの本社部門のすべてが同居することとなり、都心の人口流出に歯止めをかけるため、17階から21階までは中央区からの要望で社宅にし、山一の社員約30人が家族と住み、会社村と呼ばれていた。
1997年11月、飛ばしによる簿外債務で山一が経営破綻した。社員が急減することから山一はビルの返還交渉を始めるが、大家である秀和の小林茂社長は「ウチとは関係のないことだ」と怒りをあらわにし、結局、山一が違約金を支払い、タワーから出ていくことになった。また小林が「イメージが悪いから、早く看板を外してほしい」と要求。山一はマスコミを避けるため、あかつきの撤去作業に追われたという。
その後、秀和から分譲レジデンスおよびビルディング管理部門を譲渡されたレジデンス・ビルディングマネジメントが、2003年にタワーを取得（SPCが保有）。社宅として使われた住戸部分は「茅場町タワーレジデンス」（全43戸）として貸し出されている。

## テナント
以下の企業等がテナントとして入居している。
- インテリジェント ウェイブ本社[6]
- 日本NCR本社[7]
- ばんせい証券本社[8]